# Gnathophis melanocoelus
Gnathophis melanocoelus är en fiskart som beskrevs av Emma S. Karmovskaya och Paxton 2000. Gnathophis melanocoelus ingår i släktet Gnathophis och familjen havsålar. Inga underarter finns listade i Catalogue of Life.